# Club Deportivo Alone de Guardamar
El Club Deportivo Alone de Guardamar fue un club de fútbol de España, de la localidad de Guardamar del Segura en la Provincia de Alicante (Comunidad Valenciana). Fue fundado en 1994 y jugó su última temporada en la Segunda Regional de la Comunidad Valenciana. Los partidos los disputaba en el Complejo Deportivo Las Rabosas, con una capacidad de 2000 espectadores.

## Uniforme
- Uniforme titular: Camiseta roja, pantalón azul, medias rojas.
- Uniforme alternativo: Camiseta amarilla, pantalón negro, medias amarillas.

## Historia
El Alone de Guardamar surge en 1996 ante la desaparición del Guardamar J.D. por polémicos motivos. Guardamar llevaba años en el escalón más bajo del fútbol español. Surgiendo desde la 2.ª Regional en pocos años consigue consolidarse como un equipo de Regional Preferente, consiguiendo concretamente en 2005 ascender por primera vez a 3.ª División.  Tras tres temporadas en esta categoría en 2008 volvió a descender a Regional Preferente, donde se mantuvo en la temporada 2008-2009 no sin problemas deportivos y económicos.
De la cantera de este club han surgido jugadores importantes a nivel nacional como Tonino, Juanma Ortiz, y César Quesada. Por otro lado, en el club, han jugado en los últimos años algunos veteranos ilustres, como Claudio Barragán, antes de iniciar su carrera como entrenador.
Antes de comenzar la temporada 2010-11 renuncia a inscribir a su primer equipo en el grupo IV de la Regional Preferente, a pesar de tener plaza, debido a problemas económicos, por lo que el club se inscribe en la Segunda Regional. El equipo acaba en último lugar y desaparece definitivamente, surgiendo un nuevo club en la localidad alicantina, el Sporting Guardamar, para su posterior desaparición por la fundación del Guardamar Soccer CD en 2020.

## Trayectoria
| Temporada | División                      | Puesto |
| --------- | ----------------------------- | ------ |
| 1996/97   | 2.ª Regional (Grupo 10)       | 1.º    |
| 1997/98   | 1.ª Regional (Grupo 7)        | 3.º    |
| 1998/99   | Regional Preferente (Grupo 4) | 10.º   |
| 1999/00   | Regional Preferente (Grupo 4) | 10.º   |
| 2000/01   | Regional Preferente (Grupo 4) | 6.º    |
| 2001/02   | Regional Preferente (Grupo 4) | 12.º   |
| 2002/03   | Regional Preferente (Grupo 4) | 7.º    |
| 2003/04   | Regional Preferente (Grupo 4) | 11.º   |
| 2004/05   | Regional Preferente (Grupo 4) | 1.º    |
| 2005/06   | 3.ª División (Grupo 6)        | 10.º   |
| 2006/07   | 3.ª División (Grupo 6)        | 13.º   |
| 2007/08   | 3.ª División (Grupo 6)        | 21.º   |
| 2008/09   | Regional Preferente (Grupo 4) | 11.º   |
| 2009/10   | Regional Preferente (Grupo 4) | 14.º   |
| 2010/11   | 2.ª Regional (Grupo 18)       | 16.º   |

## Entrenadores

### Cronología de los entrenadores
- José Ramón López Vicente (2004/07)
- Joaquín Andújar Almería (2007/08)
- José García Dols, "Coco" (2007/08)
- José Emilio Riquelme Galiana (2008/2009)
- Juan Carlos Pérez Olano  (2009/2010)
- José Carlos Laguía Mateo  (2010/2011)